# Diacantharius peruensis
Diacantharius peruensis är en stekelart som först beskrevs av Heinrich 1930.  Diacantharius peruensis ingår i släktet Diacantharius och familjen brokparasitsteklar. Inga underarter finns listade i Catalogue of Life.